# Caiçara (Paraíba)
Caiçara (Paraíba) là một đô thị thuộc bang Paraíba, Brasil. Đô thị này có diện tích 127,911 km², dân số năm 2007 là 7322 người, mật độ 57,2 người/km².